# Krak dei Cavalieri
Il Krak dei Cavalieri (Ḥisn al-Akrād in lingua araba, cioè Fortezza dei Curdi, oggi Qalʿat al-Ḥiṣn, Cittadella della fortezza) è una fortezza militare siriana, situata nei pressi di Homs; può essere considerato il castello medievale per eccellenza d'età crociata.
È uno dei castelli crociati meglio conservati dell'Ordine militare dei Cavalieri dell'Ospedale di S. Giovanni di Gerusalemme, più noto come Ordine Ospedaliero prima di diventare Ordine dei Cavalieri di Rodi e infine Ordine dei Cavalieri di Malta - oggi S.M.O.M. (Sovrano Militare Ordine di Malta).
Il Krak (che deriva dalla parola aramaica karkha, che significa città, conservatasi nel centro urbano transgiordanico di al-Karak, la biblica Moab) si trova a metà strada circa tra Aleppo e Damasco, a 60 km quasi a SO di Hama.
La sua posizione era al tempo strategica, in quanto controllava il "Passo di Homs", lo sbocco settentrionale cioè dell'ampia e fertile pianura della Buqay'a (oggi Beqāʿ), fra il Monte Libano e l'Antilibano, che si esauriva proprio di fronte a quest'unico varco possibile che conduceva verso la costa mediterranea e che permetteva di raggiungere la città di Tortosa (oggi Tartus), costituendo in tal modo la difesa più avanzata della Contea di Tripoli.

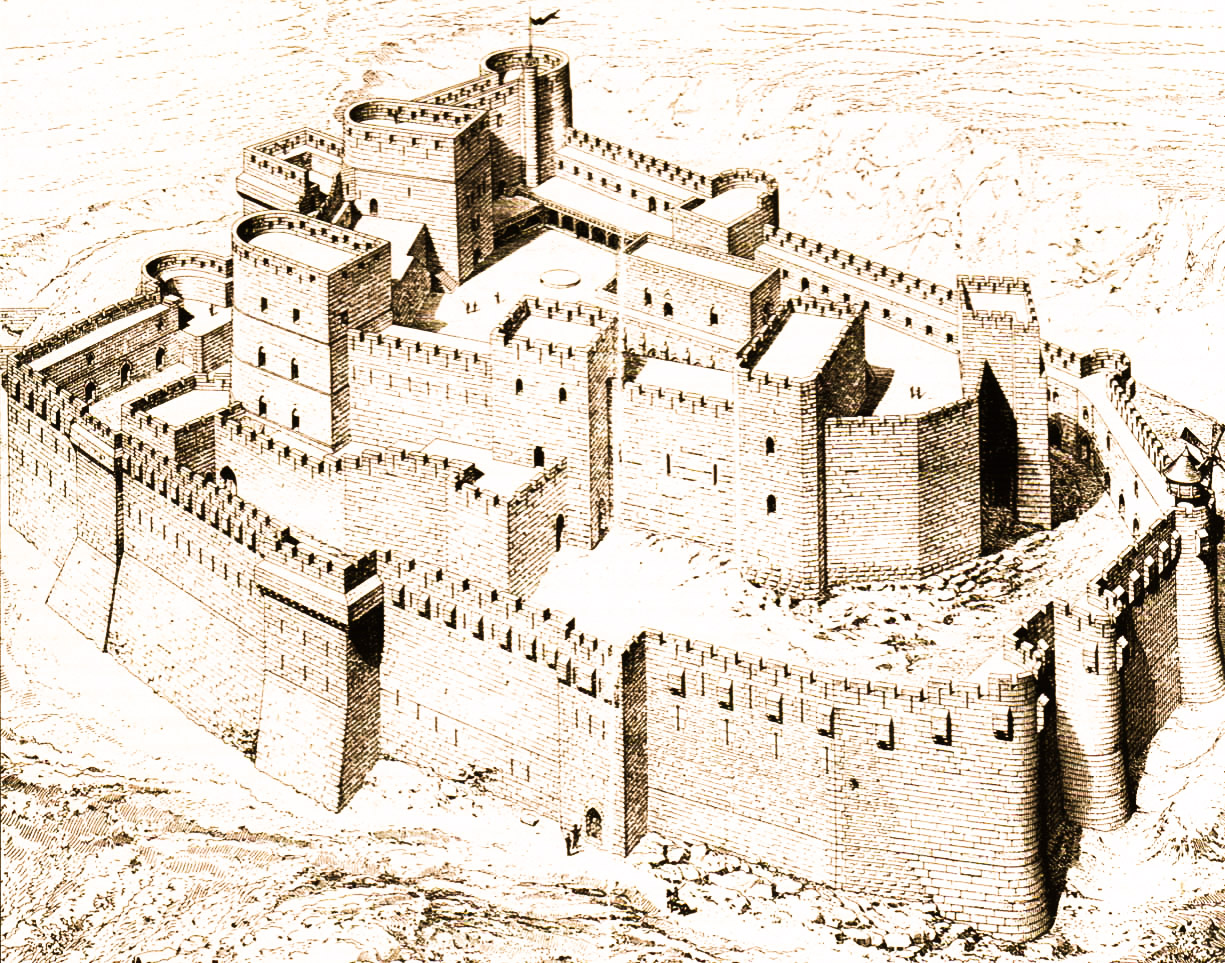
Ricostruzione del Krak

## Etimologia
Il nome in arabo del castello è Kalaa (قلعة), che si può tradurre come "castello" mentre il nome moderno per la parola europea fortezza si pronuncia Hosn (حصن). Dall'uso di queste due parole deriva infatti il nome della primitiva struttura nota come Ḥoṣn al-Akrād (حصن الأكراد), che significa appunto "forte dei Curdi". Furono i franchi a definire il sito come Le Crat e poi a trasformarlo in karak (fortezza), che in francese risulta Le Crac. Crat era probabilmente la versione franca di Akrād, la parola usata per indicare invece i curdi. Dopo che gli Ospitalieri ebbero ottenuto il controllo del castello, divenne noto col nome di Crac de l'Ospital; il nome di Crac des Chevaliers (o Krak des Chevaliers) venne introdotto da Guillaume Rey nel XIX secolo. La parola "Krak" era un nome comune per una costruzione militare o un forte costruito dai crociati in Palestina o Siria.

## Sito

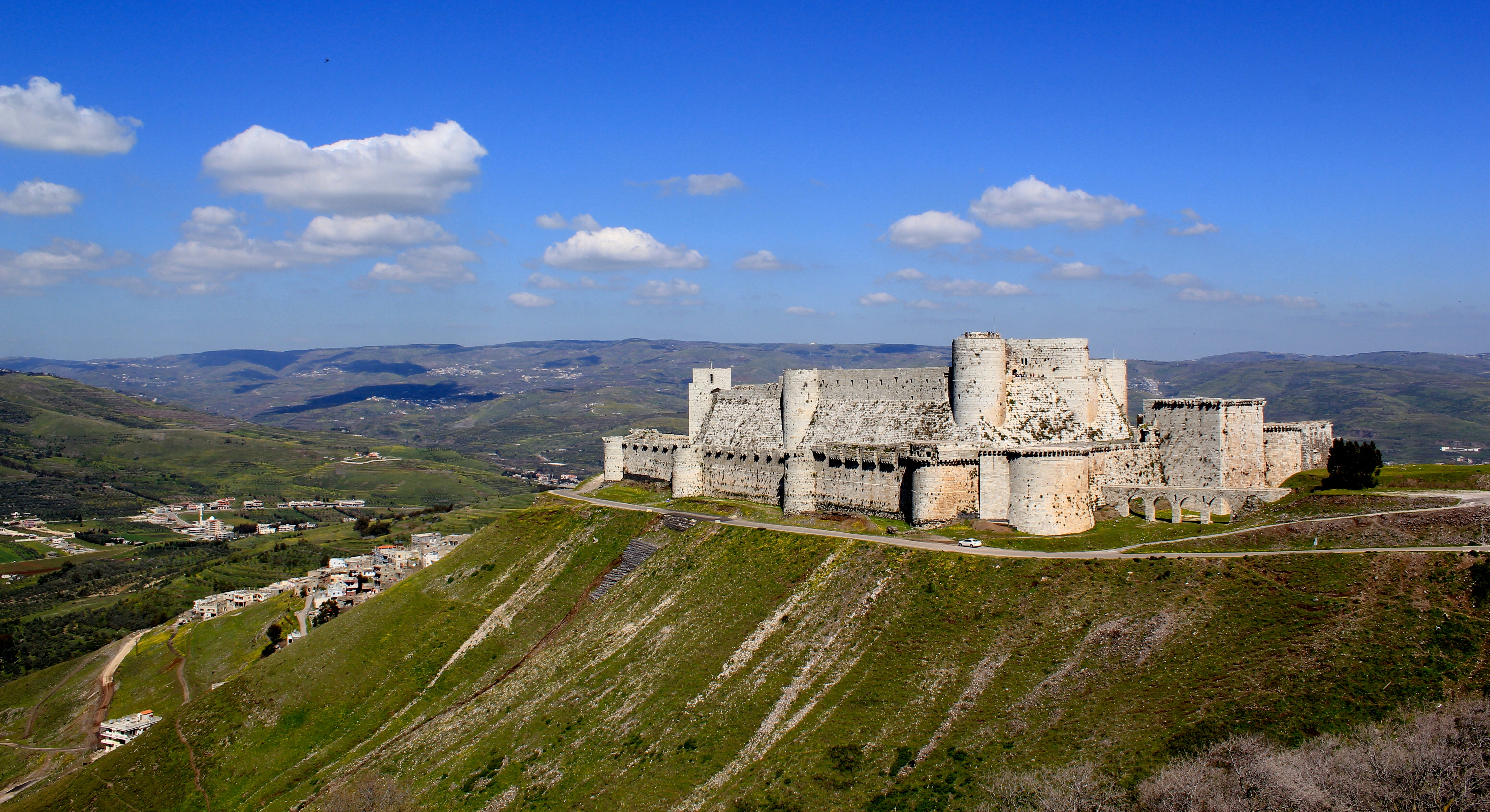
Il Krak dei Cavalieri ed il territorio circostante.

Il castello sorge sulla cima di una collina medio-alta ad est del monte Tartus, in Siria, nei pressi dei corni di Homs. Sul lato opposto, a 27 km di distanza, si trova il castello di Gibelacar del XII secolo. La strada che passava tra le due fortezze era strategicamente importante perché connetteva le città di Tripoli e Homs. A nord del castello si trova il Jebel Ansariyah, mentre a sud il Libano. L'area circondante il castello è fertile, beneficiando di abbondanti piogge. Rispetto al Regno di Gerusalemme, gli altri stati crociati erano meno adatti all'agricoltura.

## La storia
La collina denominata Jebel Kalakh, su cui fu poi costruito il Krak dei Cavalieri, era originariamente il luogo su cui sorgeva una piccola fortezza chiamata il «Castello sul pendio» o «Castello Curdo» (Husn al-Akrad), perché, fatto costruire, nel 1031 circa, dall'Emiro di Aleppo, il presidio era costituito da soldati curdi che avevano il compito di proteggere i territori interni della Siria dalla minaccia di potenziali invasori provenienti dalla costa mediterranea.

### La prima conquista del Krak

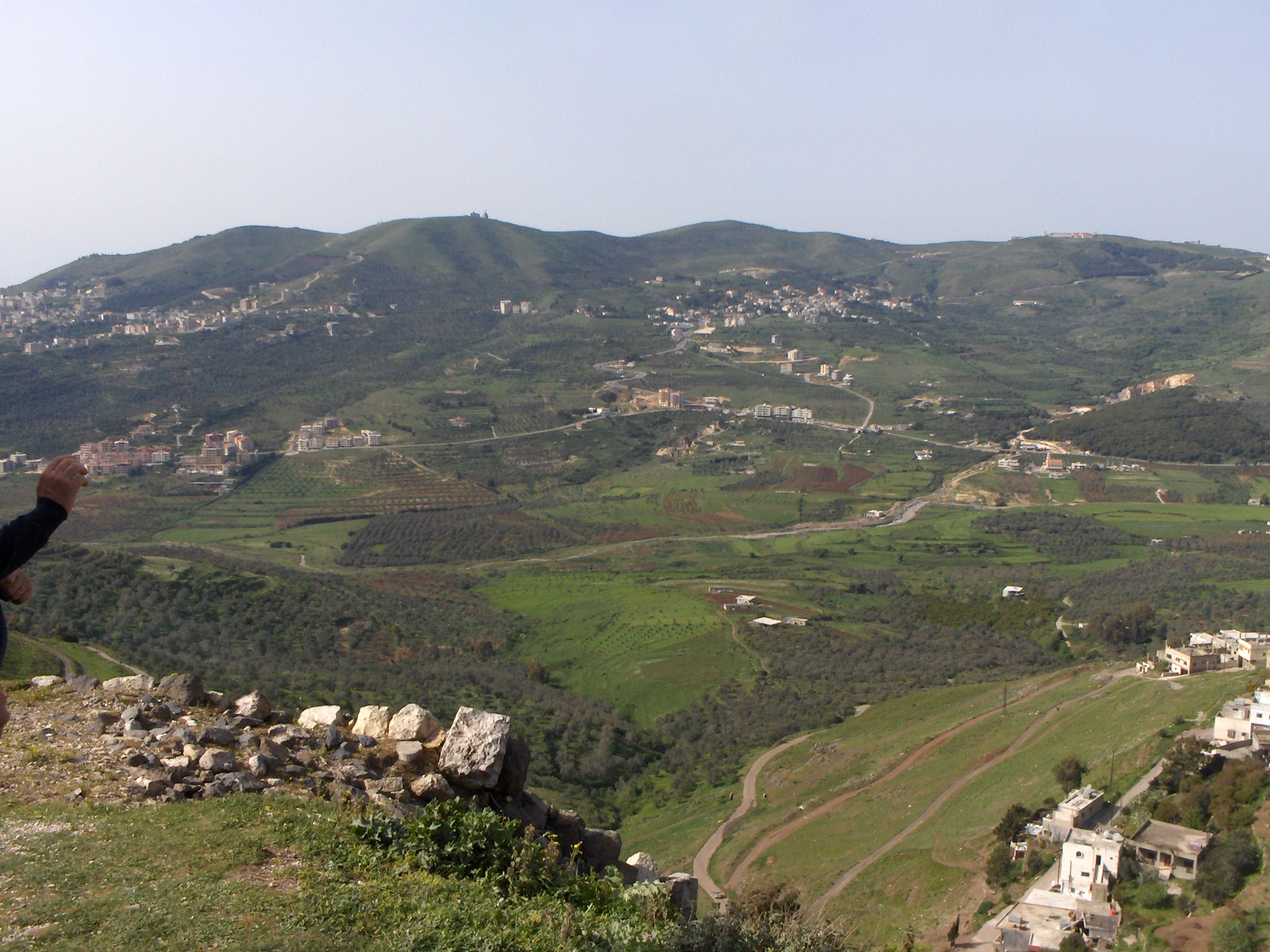
Panorama dalla cinta muraria esterna lato nord-occidentale, dove si può notare la scarpata scoscesa

Le date in cui svolgono gli avvenimenti relativi alla prima conquista del Krak dei Cavalieri sono quelle della Prima crociata che videro la partecipazione di personaggi quali il normanno Boemondo I d'Antiochia (Principe di Taranto) e suo nipote Tancredi d'Altavilla, il borgognone Goffredo di Buglione della Bassa Lorena (Francia settentrionale) e Baldovino di Boulogne suo fratello, il provenzale Raimondo di Saint-Gilles, conte di Tolosa (Francia meridionale). Essi partirono dall'Europa nell'agosto del 1096 e raggiungono Costantinopoli (via terra) alla fine dello stesso anno. Nel 1097 i crociati conquistano Edessa (Baldovino di Boulogne), poi Antiochia (Boemondo), fino alla presa finale di Gerusalemme (15 luglio 1099) affidata poi a Goffredo di Buglione, e infine Tripoli (Raimondo di Saint-Gilles o Raimondo IV di Tolosa).
Nel 1099, durante il passaggio della Prima crociata che si dirigeva verso Gerusalemme, Raimondo di Tolosa occupa brevemente l'avamposto, come racconta lo storico Steven Runciman nel suo libro La Prima crociata. Secondo il racconto, Raimondo e Goffredo di Buglione, a capo delle truppe crociate, avevano lasciato Antiochia, dove Boemondo s'era arrogato il titolo di principe, e proseguivano verso Gerusalemme. Durante questo tragitto, in cerca di rifornimenti (sempre scarsi) per le truppe, si imbatterono in questo castello che allora era presidiato da una guarnigione curda per la maggior parte composta da contadini. Per evitare di essere uccisi e nella speranza che i crociati se ne andassero soddisfatti delle cibarie così ottenute, i Curdi fecero uscire dal castello delle greggi. I crociati, in numero sembrerebbe abbastanza limitato, si dispersero per recuperare il bestiame. In quel momento il presidio curdo, vedendo le truppe crociate separate e quindi vulnerabili, tentò una sortita e riuscì quasi a catturare Raimondo che fu soccorso in tempo dalla sua guardia personale. Di notte comunque il castello fu abbandonato dai Curdi e Raimondo riprese quindi il suo tragitto alla volta di Gerusalemme. Runciman non spiega se già in questa data venne lasciato un presidio crociato.
La prima incursione al Krak dei Cavalieri (gennaio 1099) precedette quindi la presa di Gerusalemme (15 luglio 1099). Dopo la conquista di Gerusalemme il destino del Krak dei Cavalieri è legato agli avvenimenti della contea di Tripoli. Raimondo di Tolosa infatti, nel tentativo di acquisire una sua area di possedimenti così come avevano fatto prima di lui Baldovino, Boemondo, Tancredi e Goffredo, tentò di conquistare Tripoli. Prima prese Tortosa (Tartus) intorno al 1100 e poi tentò più volte di conquistare sia il Krak che la città di Homs in Siria senza peraltro riuscirvi. Si concentrò poi su Tripoli dove costruì la sua fortezza sul Monte Pellegrino a ridosso del porto della città. Morì tuttavia nel febbraio del 1105, lasciando il comando delle operazioni nelle mani del nipote, Guglielmo-Giordano, conte di Cerdagna, che lo aveva seguito in Terra santa. Nel 1109, Guglielmo Giordano, conquistata la città assunse il titolo di conte di Tripoli; ma nella primavera dello stesso anno arrivò dalla Francia il figlio primogenito di Raimondo e conte di Tolosa, Bertrando di Saint-Gilles, che rivendicava l'eredità anche su Tripoli. Dopo una iniziale spartizione in cui la zona a nord di Tripoli finì a Guglielmo-Giordano (vassallo di Tancredi) e la zona a sud compresa la città di Tripoli a Bertrando, quest'ultimo prese l'area complessiva a seguito della morte di Guglielmo-Giordano e divenne pertanto l'unico conte di Tripoli con il nome di Bertrando I (1109-1112). Diverse fonti riportano la data di conquista del Krak intorno al 1110 e quindi è plausibile che sia stato Bertrando I ad espugnarla anche se di questo episodio non si ha traccia. Comunque il castello fu governato dai conti di Tripoli, Bertrando I, poi il figlio, Ponzio di Tripoli (1112–1137) e dopo il nipote, Raimondo II di Tripoli (1137–1152).

### Gli Ospedalieri (Ospitalieri)

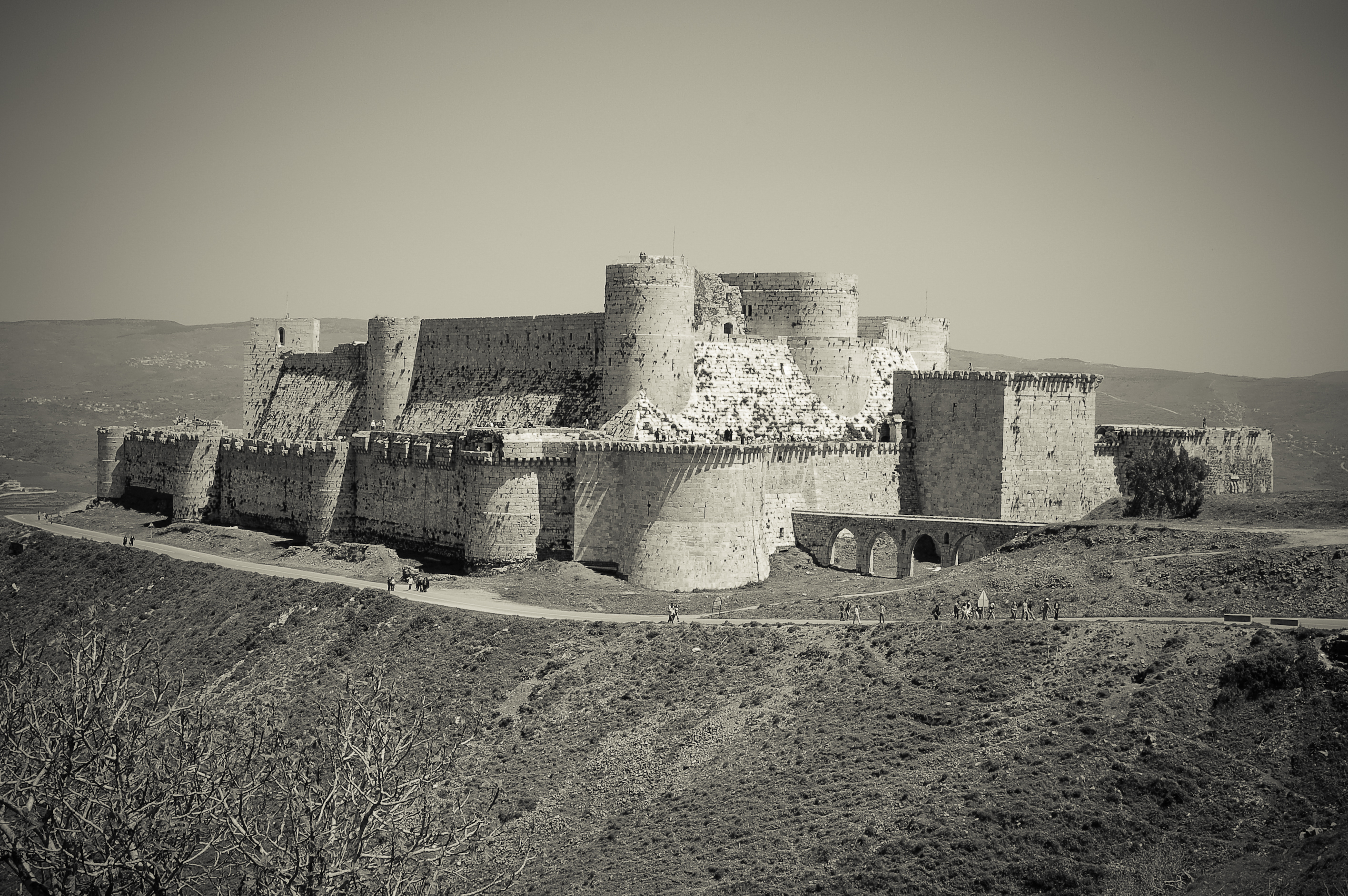
Il Krak dei Cavalieri nel 2007.

Questo periodo storico vede la nascita di importanti ordini religiosi cavallereschi, quali quello dei Cavalieri dell'Ospedale di San Giovanni di Gerusalemme(1099), la cui missione era quella di rendere sicure le vie della costa e di curare i malati, e quello dei Cavalieri templari (1119). Entrambi erano ordini militari ed ebbero un ruolo importante nelle guerre in oriente.
Il Krak dei Cavalieri, insieme ad altri castelli, fu donato agli Ospedalieri da Raimondo II di Tripoli nel 1144 che da allora lo presidiarono, per circa 127 anni, dovendo difenderlo dalle incursioni musulmane.
Nei primi anni i Cavalieri fecero notevoli lavori, tra cui le mura della fortezza interna e la cappella; altre mura furono poi erette col miglioramento delle scarpate, tra la fine del XII e l'inizio del XIII secolo; infine verso il 1250, furono eseguiti altri rifacimenti e migliorie.
Il Krak poteva ospitare fino a 2.000 tra soldati e cavalieri, anche se alcuni parlano di 4.000, e la guarnigione crociata costruì fortificazioni in aggiunta a quelle originarie lungo tutto il periodo della loro permanenza e ogni qualvolta le circostanze lo richiedevano.
La presenza dei crociati nella zona, negli anni seguenti, non fu mai tranquilla e fu sempre soggetta alle incursioni delle popolazioni musulmane di confine. Il Krak dei Cavalieri, rispetto ad altre fortificazioni, era in una posizione geografica favorevole in quanto in quel periodo le principali zone su cui concentravano i maggiori sforzi di difesa o attacco erano Gerusalemme (Israele), Damietta (Egitto), Edessa (Armenia), Costantinopoli (Turchia), Aleppo e Damasco (Siria) tutte abbastanza lontane dal Krak.
Alcuni castellani della fortezza sono conosciuti come Pierre de Mirmande, Geoffroy le Rat e Hugues Revel.

### Il Krak durante le altre crociate
Nel 1144 Zengi, l'emiro di Aleppo, conquistò Edessa sconfiggendo Baldovino. Questo rappresentò un colpo assai duro per i crociati in Oriente, che provocò notevoli ripercussioni anche in Occidente. Venne lanciata una Seconda crociata (1148-1149) che, nonostante la presenza del re di Francia Luigi VII e dell'imperatore di Germania Corrado III, risultò fallimentare. Il percorso seguì quello della prima crociata, da Costantinopoli ad Antiochia a Gerusalemme. Tentarono la conquista di Damasco, ma inutilmente.

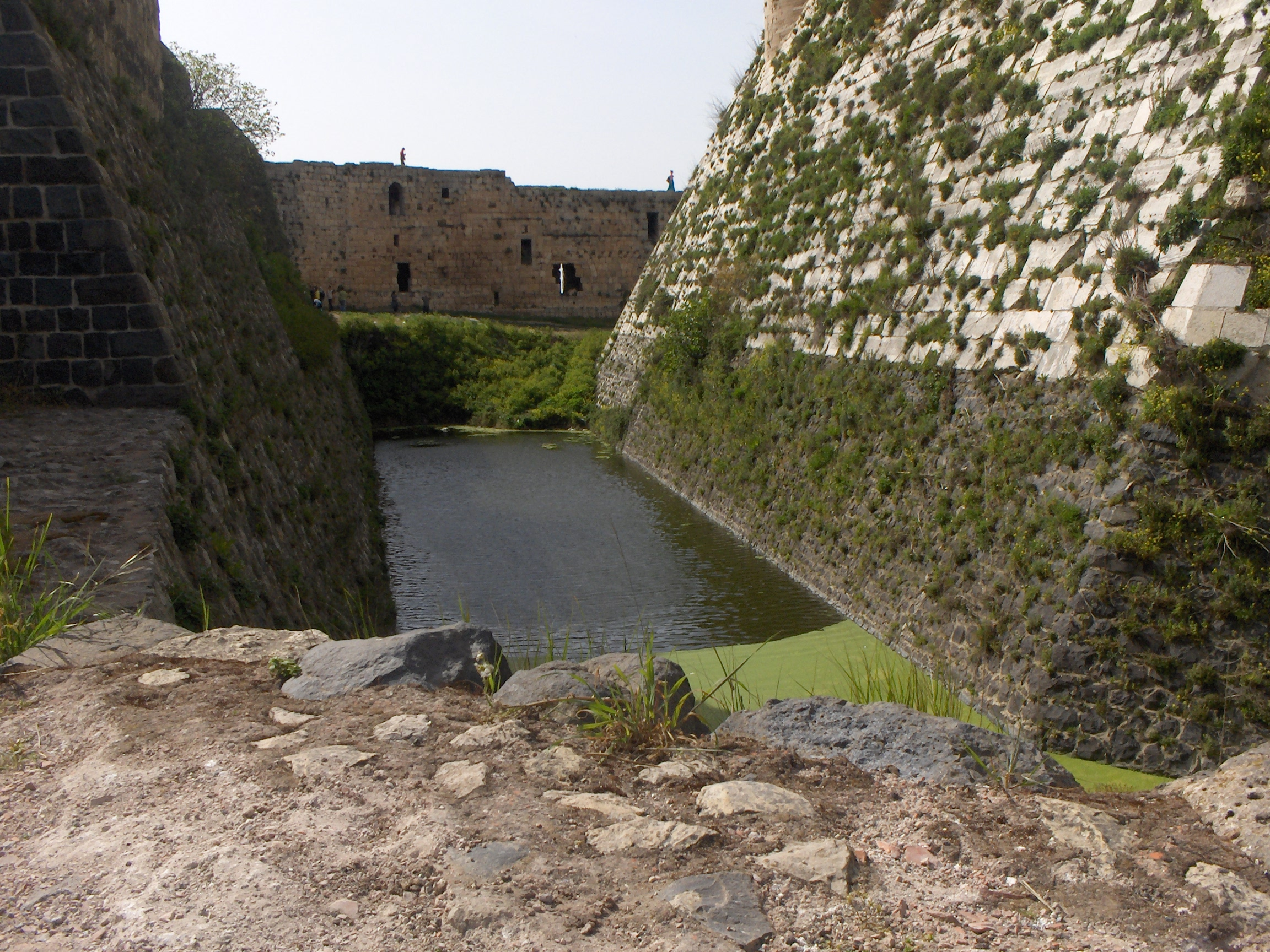
Vasca di raccolta delle acque tra le due cinte murarie

Il Krak fu attaccato nel 1163 sempre da Nūr al-Dīn, le cui truppe si scontrarono con quelle dei crociati nella valle di Beqāʿ (al-Biqā), nelle vicinanze del castello. I crociati in quella occasione ebbero la meglio e mantennero il presidio della zona e del castello.
Nel 1170 il Krak subì una serie di terremoti che lo danneggiarono in modo grave e dovette subire negli anni seguenti diverse riparazioni e ristrutturazioni.
In quello stesso anno (1170), morì Nūr al-Dīn e i suoi domini furono presi progressivamente dal suo sottoposto, il curdo Salāh al-Dīn ibn Ayyūb (Saladino) che, di fatto, durante il suo regno riuscì ad accerchiare in una stretta morsa tutti i regni crociati, dall'Armenia fino all'Egitto. 
Saladino, nel 1187, fece diverse incursioni e mise a ferro e fuoco la Contea di Tripoli e il principato di Antiochia, ma evitò di attaccare o porre sotto diretto assedio il Krak, rinunciando sempre ai piani di conquista diretti perché probabilmente riteneva le difese troppo difficili da scardinare, ma ancor più probabilmente, nonostante il ruolo importante di difesa delle posizioni costiere della zona, nell'ambito del suo piano strategico la conquista della fortezza non era tra le sue priorità. È interessante la nota dello storico dell'epoca, Guglielmo di Tiro, che in questo periodo scrive a proposito di una delle incursioni di Saladino all'interno del triangolo di castelli crociati Chastel Blanc, Krak dei Cavalieri, al-ʿArīma:
(Guglielmo di Tiro, Historia rerum in partibus transmarinis gestarum, originale in latino, XXII.2.)
La data più importante del periodo è il 4 luglio 1187, data in cui Saladino sconfisse i crociati molto più a sud nella battaglia di Hattin tra Gerusalemme e il lago di Tiberiade. La sconfitta fu pesantissima per i crociati e come conseguenza vi fu la riconquista di Gerusalemme da parte dei musulmani.
Nel 1202, il Krak fu colpito ancora da un terremoto, che obbligò i cavalieri a ristrutturarlo, rinforzando la scarpata e circondandolo di una seconda cinta di mura con cinque torri semicircolari, e fu ampliata la vasca di raccolta delle acque, sia provenienti da un vicino fiume tramite un acquedotto sia raccogliendo tutte l'acqua piovana delle coperture.
Nell'ultimo periodo l'avanzata dei Mongoli (1256), la forza di reazione dei musulmani d'Egitto (Mamelucchi), l'incapacità da parte dei signori cristiani occidentali di concludere un'accettabile alleanza con i Bizantini, le rivalità interne di Outremer fecero sì che alla fine del XIII secolo la presenza dei crociati nella zona che va dall'Armenia all'Egitto si riducesse drasticamente, scomparendo gradualmente negli anni a venire.
In quegli anni vennero realizzati, dagli Ospitalieri, gli ultimi lavori di ripristino ed ulteriore rinforzo della fortezza

### La fine del Krak dei Cavalieri

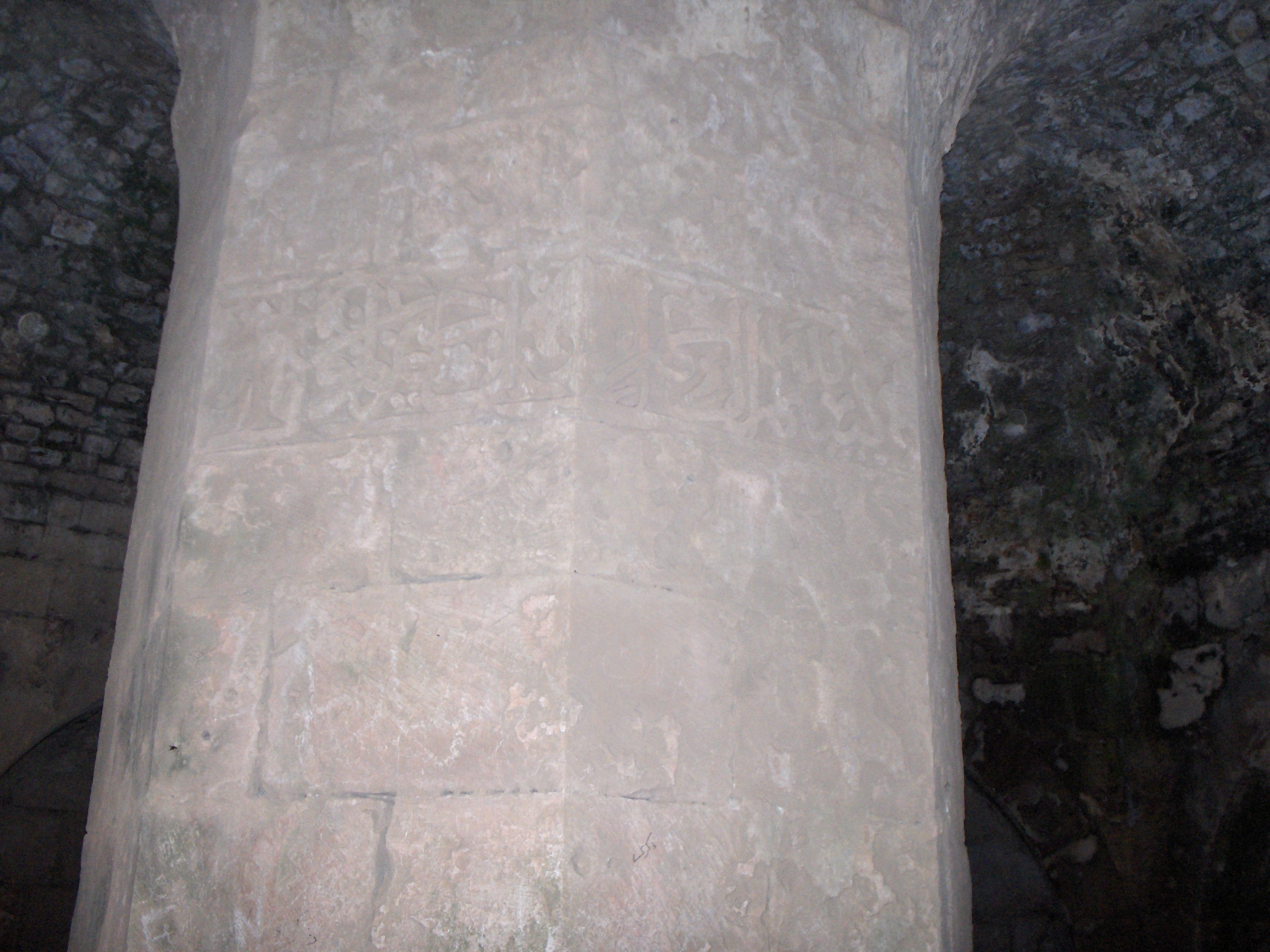
Pilone all'interno della Torre del Mulino su cui si legge un'iscrizione di Baybars

Il Krak dei Cavalieri seguì quindi questi eventi che lo videro testimone quasi per intero della presenza dei crociati cristiani nel Vicino Oriente per quasi 200 anni. Fu infatti durante l'inverno del 1271 che al-Malik al-Zāhir Baybars, sultano mamelucco d'Egitto, nella sua progressiva riconquista di quelli che erano stati gli insediamenti latini, «assediò il castello per vari giorni (circa un mese), colpendolo con i proiettili delle sue catapulte le mura esterne, fino a che le sue truppe imbottigliarono i difensori all'interno della ridotta». La conquista finale del castello da parte di Baybars, detto la pantera, avvenne il 7 aprile di quello stesso anno, dopo la resa dei difensori, che furono lasciati liberi di raggiungere Tripoli.
Secondo la leggenda, prima di sferrare l'attacco finale, gli arabi tentarono uno stratagemma. Un piccione viaggiatore fu inviato al castello con un messaggio del Gran Maestro degli Ospedalieri, in cui veniva ordinato alla guarnigione di arrendersi. In numero inferiore e senza speranza di salvezza, i difensori fecero quanto loro ordinato anche se forse avevano compreso che si trattava di un messaggio di un impostore.
Baybars ad ogni modo, in seguito alla conquista, restaurò le parti danneggiate e costruì nuove torri e la fortezza mantenne intatta la sua importanza sotto il dominio dei Mamelucchi. Nella fortezza fu mantenuta una guarnigione sino al XIV secolo, quando fu visitata dal famoso viaggiatore arabo Ibn Battuta, verso il 1330.
L'importanza del Krak poi venne meno, sino a che la fortezza venne abbandonata.
Solo all'inizio del XIX secolo, alcune famiglie occuparono i grandi ambienti, usandoli come alloggi. Nel 1927, le autorità francesi, che avevano mandato di governare la Siria, allontanarono tutti gli occupanti, dando inizio ai lavori di restauro che hanno dato al castello l'aspetto originario. Dichiarato Monumento di Francia, nel 1945, fu regalato al regno hascemita di Siria, come risarcimento per i danni provocati dal bombardamento di Damasco.

## La fortezza
Esteso su un'area di circa 3 ettari, il Krak poggia su una pianta trapezoidale, il cui lato più corto è rivolto verso un pendio molto scosceso, che facilita la difesa passiva.
Vi sono due cinte murarie: quella esterna, con numerose torri cilindriche è divisa da quella interna da un fossato che si interrompe in corrispondenza del grande serbatoio dell'acqua. Il lato occidentale della cinta esterna, difeso da cinque torri semicircolari si affaccia su una scarpata profonda 300 metri. La torre di sud-ovest, con i due leoni dello stemma di Baybars, sulla colonna centrale porta un'iscrizione dello stesso Baybars che ordina il restauro della fortezza subito dopo averla conquistata. Vicino a questa torre, detta anche Torre del mulino (Burj al-ṭāḥūna) passa l'acquedotto che alimenta la vasca del Krak.

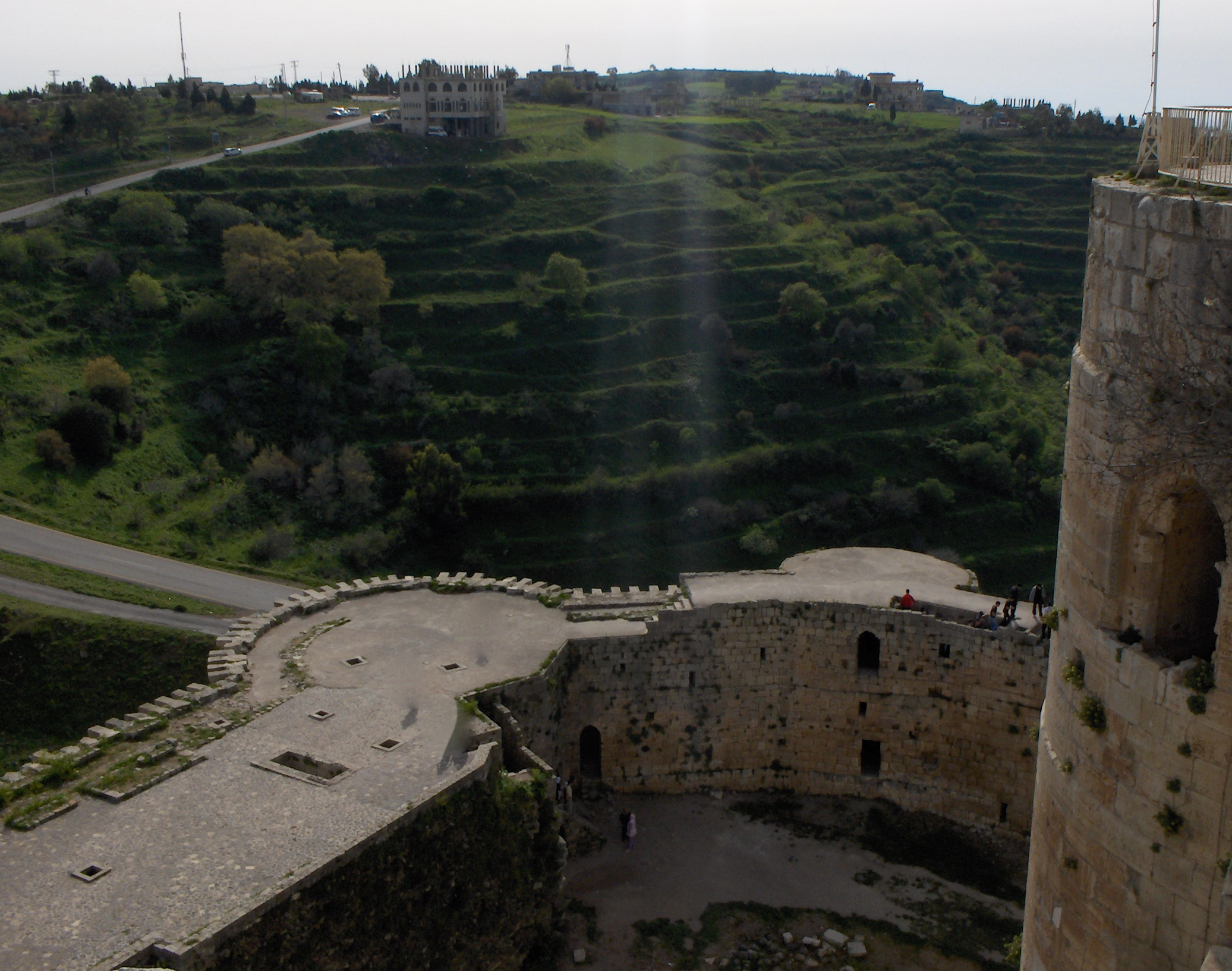
Panorama e cinta di mura esterna dalla Torre di Monfret (il maschio)

Al castello si accede da una porta che una volta aveva anche un ponte levatoio e poi si sale lungo scalinate, con lunghi scalini che potevano essere percorse anche a cavallo. Nella parte bassa della costruzione vi erano le stalle, molto ampie, quindi si accede al fossato tra le due cerchia di mura. La cerchia di mura interna è veramente imponente.
Si entra quindi all'interno della fortezza, dove un cortile dà accesso, attraverso tre archi aperti sulla facciata, alla Sala dei Pilastri, un ampio ambiente a volta sostenuto da grandi pilastri rettangolari, che fungeva da mensa, con accanto ampi magazzini per le derrate alimentari. Di fronte vi è l'elegante Portico gotico o Loggia, con iscrizioni in francese e in latino sopra l'arco, che dava accesso alla sala capitolare dei monaci. Dietro a questa sala vi è un salone largo 10 metri, che, appoggiandosi alle mura esterne, si estende per 120 metri e arriva sino alla Cappella, lunga 21,50 metri e larga 8,50, con tre campate con volta a botte; dopo la conquista araba, la cappella fu trasformata in moschea con tre miḥrāb ed un minbar.
Da una scala si può accedere alla Torre della figlia del Re, la cui parte superiore è di epoca araba e che vista dal fossato è veramente imponente. Arrivando sulla terrazza e seguendo il perimetro delle mura interne si arriva alla Ridotta, formata da tre possenti torrioni, che verso l'interno sono a pianta quadrata, mentre verso l'esterno sono arrotondati. Nella prima torre la più antica risiedeva il Gran Maestro dell'ordine e venivano accolti gli ospiti di riguardo. Vicino vi è il possente maschio, chiamato Torre di Monfret, mentre il terzo corpo, il più imponente, dove venivano installati mangani e catapulte era collegato al maschio da un ampio terrapieno che fungeva da piazza d'armi.

## Durante la guerra civile siriana
La fortezza è stata occupata dalle forze ribelli antigovernative, che la utilizzano dall'inizio delle ostilità, e sistematicamente bombardata dalle forze armate del governo siriano.
Il 20 marzo 2014 le forze dell'esercito ufficiale siriano hanno riconquistato il Krak, che risulta aver subito gravi danni durante i combattimenti soprattutto nel portico gotico ed è considerato un patrimonio mondiale in pericolo.